# خیابانی در ونیز

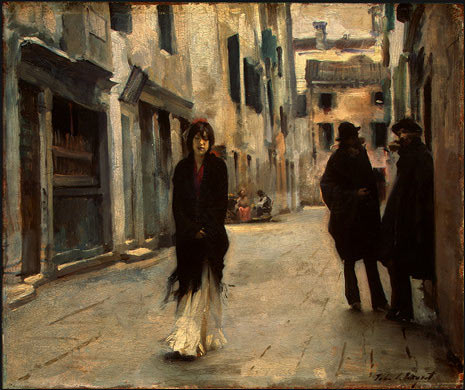
نقاشی خیابانی در ونیز. اثر سارجنت

خیابانی در ونیز (انگلیسی: Street in Venice) یک نقاشی رنگ روغن بر روی بوم در سبک پست‌امپرسیونیسم از نقاش هنرمند آمریکایی، جان سینگر سارجنت می‌باشد. نقاشی نشانگر مکانی است آرام در یک کوچه کوچک دورافتاده از خیابان اصلی کاله لارگا دی پرووربی. مکانی در نزدیکی کانال بزرگ ونیز. این اثر هنرمند، نمایانگر زن جوانی است در حال راه رفتن در امتداد سنگفرش در حالی که دامن او با پای راستش لگد می‌شود، دو مرد ایستاده در سایه نظاره‌گر وی می‌باشند. از شیوه‌ای که سارجنت در زبان نقاشی اثر به نمایش گذاشته چنین برمی‌آید که فیگور اصلی در حالی که چشمانش به پایین دوخته شده به سرعت در حال گذر از جوار دو مرد می‌باشد، او تا حد بسیار زیادی در دیدرس نگاه خیرهٔ یکی از مردان است

## نگارخانه

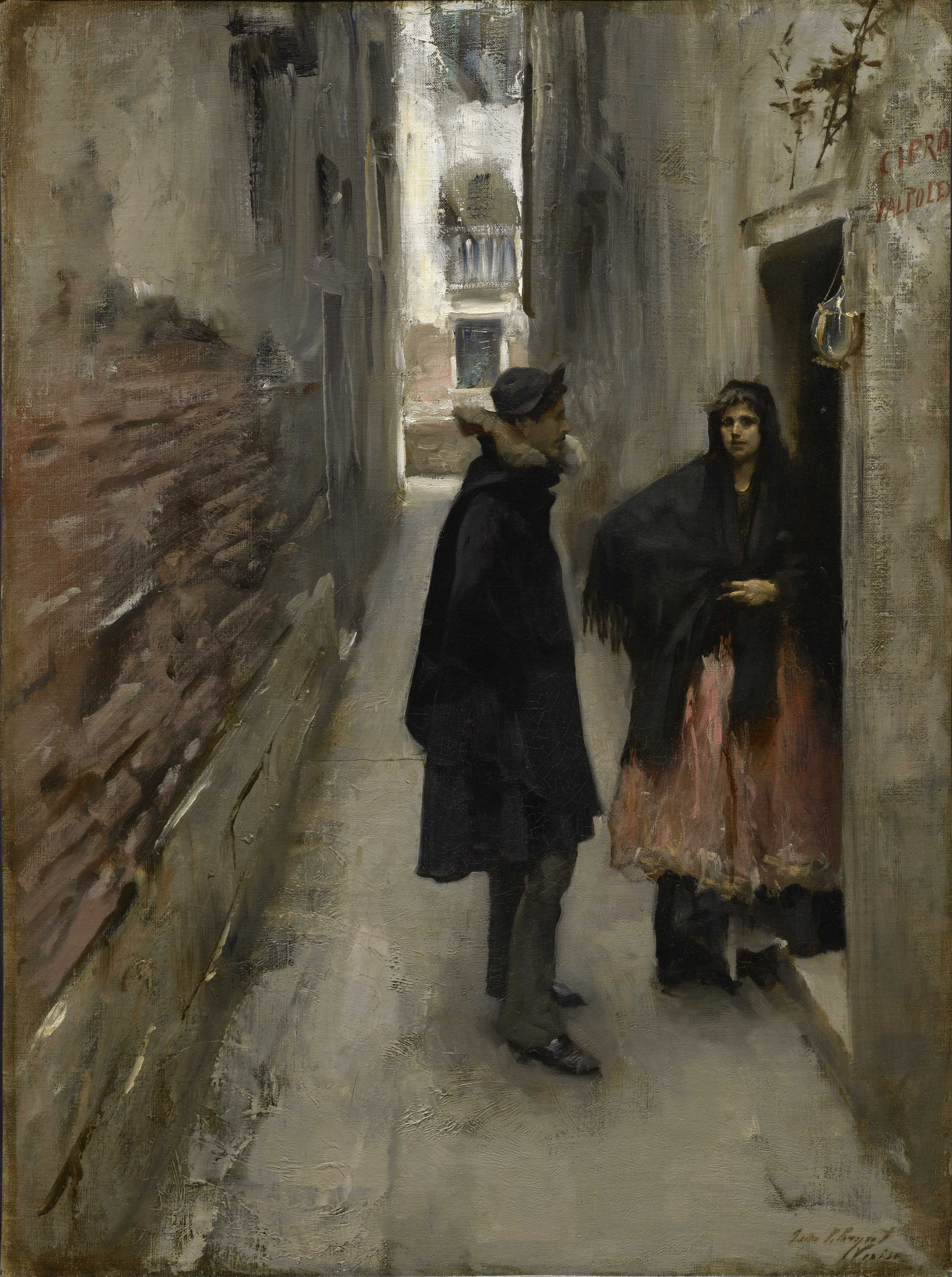
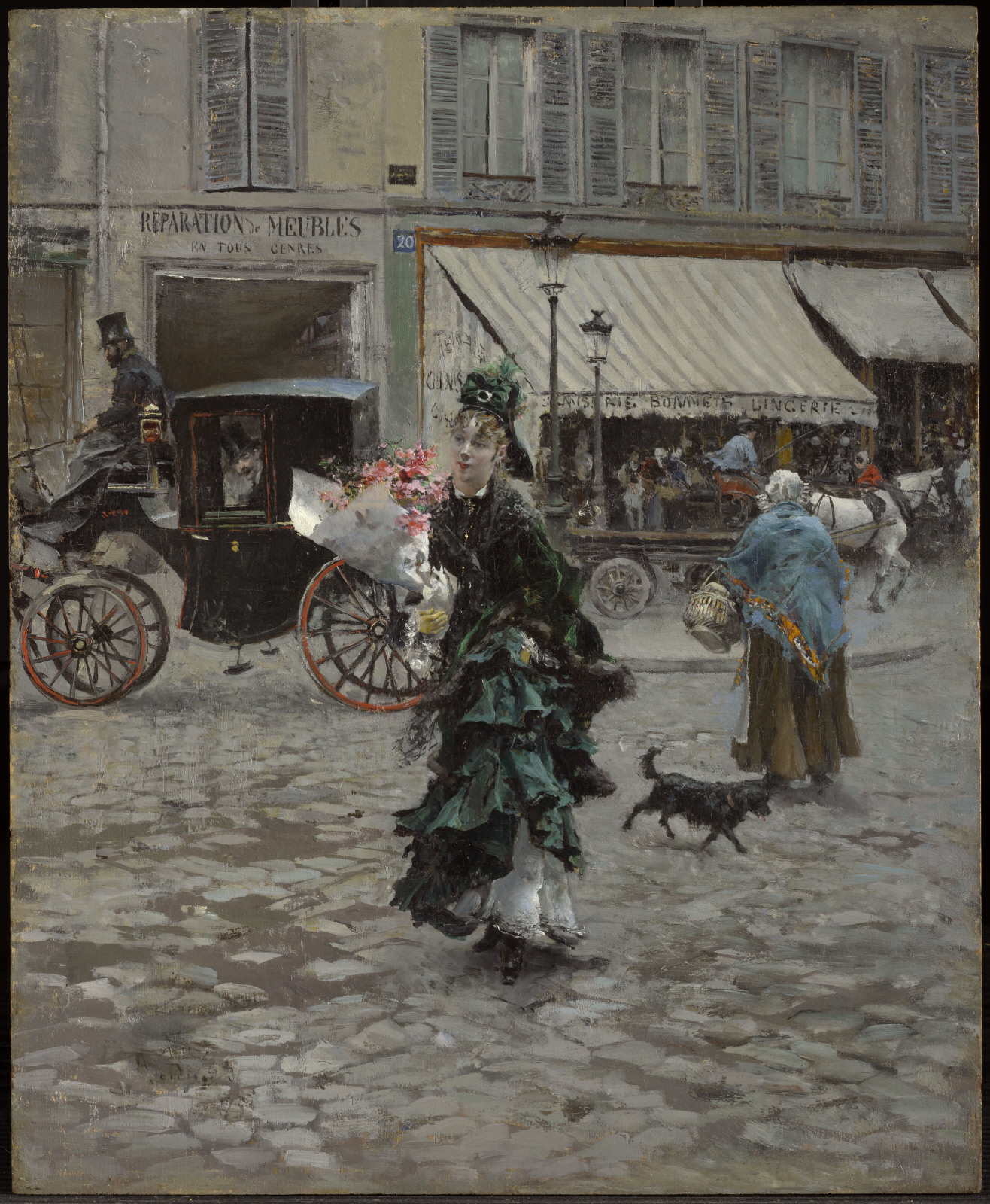